# Crash (The Human League)
Crash è il quinto album del gruppo britannico The Human League, pubblicato dalla Virgin Records nel 1986.

## Il disco
L'album è frutto di una collaborazione con i produttori americani Jimmy Jam e Terry Lewis, con cui il gruppo lavorò presso gli studi di Minneapolis.  Il singolo Human, scritto dagli stessi Jam e Lewis, divenne uno dei brani più celebri del gruppo, raggiungendo il primo posto in classifica negli Stati Uniti.
Tensioni all'interno del gruppo, in parte dovute alla collaborazione americana ed il nuovo sound, portarono alla partenza dalla band di Ian Burden e Philip Adrian Wright.
Batterista e chitarrista Jim Russell collaborò con la band per la prima ed ultima volta con questo album.

## Tracce
Lato A
1. Money (Burden, Oakey, Russell) - 3:54
2. Swang (Eiland) - 4:36
3. Human (Jimmy Jam and Terry Lewis) - 4:25
4. Jam (Oakey, Russell) - 4:20
5. Are You Ever Coming Back? (Oakey, Russell, Wright) - 4:53

Lato B
1. I Need Your Loving (Jimmy Jam and Terry Lewis, Davis, Eiland, Richey, Williams) - 3:42
2. Party (Burden, Oakey, Russell) - 4:29
3. Love on the Run (Burden, Oakey, Russell) - 3:53
4. The Real Thing (Burden, Fellows, Oakey, Russell) - 4:17
5. Love Is All That Matters (Jimmy Jam and Terry Lewis) - 6:05

Bonus track riedizione 2005
1. Human (Extended version)
2. I Need Your Loving (Extended version)
3. Love Is All That Matters (Extended version)